# Nacht der tausend Sterne
Nacht der tausend Sterne (Originaltitel: Thousands Cheer) ist ein US-amerikanischer Musicalfilm, der 1943 unter der Regie von George Sidney gedreht wurde. Der Film wurde 1944 für drei Oscars nominiert.

## Handlung
Der Artist Eddie Marsh ist zur US Army eingezogen worden und soll in der Army-Variete-Show als Trapezkünstler auftreten. Er beginnt eine Romanze mit der hübschen Kathryn Jones, der Tochter eines seiner Vorgesetzten. Die Varieteshow zeigt zahlreiche Stars wie zum Beispiel Judy Garland, die in dem Film als sie selbst auftreten.

## Hintergrund
Der Film wurde inmitten des Zweiten Weltkrieges produziert. Die Premiere wurde genutzt, um
$534.000 für die alliierten Kriegsanstrengungen im Rahmen der dritten Kriegsanleihe zu sammeln.

## Kritik
Die New York Times urteilte 1943, dass es lange her sei, seit Metro-Goldwyn-Mayer so verschwenderisch produziert hätte. Der Plot sei nicht sehr originell, habe aber eine für derartige Boy-meets-Girl-Inszenierungen ungewöhnliche Wärme. Musikalisch gäbe es etwas für jeden Geschmack. Es seien zwei Stunden gute Unterhaltung.
Variety urteilte, dass die Ähnlichkeiten mit dem ebenfalls 1943 erschienen Stage Door Canteen nicht zu bestreiten seien. Es sei als erster Versuch des Regisseurs George Sidney auf der großen Bühne ein Triumph.

## Ehrungen
Nacht der tausend Sterne wurde bei der Oscarverleihung 1944 für drei Oscars nominiert.
- Oscarnominierung für beste Kameraführung in einem Farbfilm für George J. Folsey.
- Für das beste Bühnenbild in einem Farbfilm wurden Cedric Gibbons, Daniel B. Cathcart, Edwin B. Willis und Jacques Mersereau nominiert.
- Der Film wurde ferner für die beste Musik eines Musicalfilms nominiert.